# Macrochaeteumatidae
Macrochaeteumatidae é uma família de milípedes pertencente à ordem Chordeumatida.
Géneros:
- Antroremya
- Calochaeteuma Miyosi, 1958
- Macrochaeteuma Verhoeff, 1914